# EBN Banco de Negocios
EBN Banco es un banco español, especializado en banca corporativa. Su sede se encuentra en Madrid.

## Historia
Fue constituido el 30 de abril de 1982 bajo la denominación de Ibérica de Descuento, S.A. (Descontiber, S.A.). Posteriormente, mediante escritura de 10 de septiembre de 1991, la Sociedad pasó a denominarse Bancaja, S.A.
El 18 de febrero de 1992, se modificó su denominación social, pasando a ser la de Sociedad Española de Banca de Negocios, S.A. (en anagrama EBN Banco).
El 25 de mayo de 2004, se modificó nuevamente su denominación social, pasando a denominarse EBN Banco de Negocios, S.A., manteniendo el mismo anagrama (EBN Banco).
En noviembre de 2013, los accionistas de EBN Banco (Unicaja Banco, Ibercaja Banco, Banco CEISS, Banco Mare Nostrum (BMN) y Banco Sabadell) encargaron su venta. Antes de cerrarse dicha venta, debía llevarse a cabo un proceso de segregación de los activos sindicados de la entidad, que posteriormente serían adquiridos por los propios accionistas a precios de mercado. EBN Banco quedaría reducido de esta forma a una plataforma con personal y una ficha bancaria.
El 15 de enero de 2014, EBN Banco y Banco Sabadell firmaron un acuerdo por el que este último vendía el 15,624% del capital de EBN Banco a esta entidad, el cual compraba para su autocartera.
En junio de 2014, cinco candidatos habían pasado el último corte y habían presentado oferta. Entre ellos, se encontraba el banco chino China Development Bank (CDB), la sociedad de valores española Auriga y el banco andorrano Morabanc. Este último lo descartó más tarde.
El 27 de noviembre de 2014, se anunció que los inversores José Gracia Barba y Santiago Fernández Valbuena habían firmado un acuerdo con Unicaja Banco, Ibercaja Banco, Banco CEISS y Banco Mare Nostrum (BMN) para adquirir el cien por cien de EBN Banco por unos 50 millones de euros. Dicho acuerdo se formalizó después de una segunda ronda de presentación de ofertas de entidades interesadas en el banco.
Finalmente, el 29 de septiembre de 2015, José Gracia Barba y Santiago Fernández Valbuena cerraron la compra de la entidad, repartiéndose la presidencia y vicepresidencia de la misma, respectivamente. Los dos inversores firmaron la escritura de compra, tras el visto bueno del BCE a la operación, cifrada en unos 47 millones de euros, y nombraron al nuevo consejo de administración. Más específicamente, la compraventa fue realizada por José Gracia Barba y Santiago Fernández Valbuena y su esposa; que adquirieron el 84,376% de las acciones, que presentaban el 100% de los derechos de voto efectivos por cuanto el restante 15,624% del capital formaba parte de la autocartera de la que era titular el banco a dicha fecha.
El 3 de marzo de 2016, se inscribió en el Registro Mercantil una reducción de capital social por amortización de acciones propias. Como consecuencia, José Gracia Barba y Santiago Fernández Valbuena y su esposa, pasaron a ostentar el 100% de las acciones del nuevo capital social.